# Радость Сатаны
Министе́рство Ра́дости Сатаны́ (англ., ориг. Joy of Satan Ministries), также называемое Ра́дость Сатаны́ (РС), (англ., ориг. Joy of Satan (JoS)), является веб-сайтом и западной эзотерической оккультной организацией, основанной в 2002 году Андреа Дитрих (так же известная, как Максин Дитрих). Министерство Радости Сатаны пропагандирует «духовный сатанизм», идеологию, представляющую собой синтез теистического сатанизма, нацизма, гностического язычества, западной эзотерики, теорий заговора НЛО и верований во внеземное, подобные которым популяризировали Захария Ситчин и Дэвид Айк.
Члены организации считают Сатану «истинным Отцом и Богом-Создателем человечества», который желает, чтобы его творение, человечество, возвысилось через знание и понимание. Направленность Министерства Радости Сатаны характеризуется некоторыми учёными как форма западного эзотеризма и рассматривается как эзотерическая реинтерпретация сатанизма ЛаВея. Их отношения с Сатаной описываются профессором религиоведения Кристофером Партриджем как «ядро эзотерического проекта трансформации, основанного на личных или мистических отношениях».
Радость Сатаны стала предметом серьёзных споров из-за своих антисемитских убеждений и связи с бывшим председателем Национал-социалистического движения, американской неонацистской организации.
На сегодняшний день, согласно информации на сайтах сообщества, главой Радости Сатаны является Верховный Жрец Hooded Cobra 666.

## История
В начале 2000-х годов Максин Дитрих начала создание Министерства Радости Сатаны. Максин Дитрих создала сатанинскую идеологию, которая представляла себя как эзотерическую форму сатанизма ЛаВея, но исповедовала «традиционный сатанизм», основывая свои сатанинские убеждения на древних ближневосточных, дальневосточных и западных учениях и признавая иудейские/авраамические концепции Сатаны только как реакцию. Максин Дитрих почерпнула теорию древнего конфликта между развитыми внеземными расами из исследований Захарии Ситчина и включила эти теории в свою идеологию; она заключила, что евреи и авраамические религии были продуктами враждебной инопланетной расы, ответственной за низложение языческих религий и их языческих богов (которых РС идентифицирует как демонов). С этой интерпретацией «Радость Сатаны» воссоздала сигилу Бафомета Антона ЛаВея, в которой вместо ивритских букв использовалась клинопись (что позволило написать «Сатана» клинописью вместо «Левиафан» на иврите). Эти инкорпорированные теории, в дополнение к презрению относительно еврейского мистицизма, стали причиной значительных разногласий в религиозной организации.
Когда антииудейские настроения полностью укоренились в идеологии РС, в неё были включены новые антисемитские теории. В 2004 году также стало известно, что Клиффорд Херрингтон, председатель Национал-социалистического движения (НСД), был мужем Верховной Жрицы Радости Сатаны. Это выявило раскол в религиозной направленности НСД и привело к серьёзным дебатам и конфликту между НСД и РС. Несмотря на эти события, Радость Сатаны продолжала сохранять популярность и значимость, будучи признанной одной из самых противоречивых сатанинских сект в течениях теистического сатанизма.

## Верования

### Внеземные существа
Радость Сатаны представляет различные внеземные теории, некоторые из которых они черпают от автора «древних астронавтов» Захарии Ситчина. РС считают, что Сатана и демоны Гоетии — разумные и могущественные внеземные существа, ответственные за создание человечества и чьё происхождение предшествовало авраамическим религиям. Они также идентифицируются как исполины из еврейской Библии. Согласно религиозному социологу Массимо Интровинье, «Максин Дитрих почерпнула из этих теорий идеи смертельной борьбы между просвещёнными инопланетянами и чудовищной внеземной расой, рептилоидами».

### Происхождение человечества
Министерство Радости Сатаны считает, что один из доброжелательных инопланетян, Энки, которого они считают самим Сатаной, создал вместе со своими соратниками на Земле человеческих существ с помощью своей передовой технологии генной инженерии. Радость Сатаны считает, что наиболее ярким его творением стала нордическо-арийская раса. Они заявляют, что рептилоиды, в свою очередь, создали свой собственный вид, соединив свою ДНК с ДНК полуживотных гуманоидов, в результате чего была определена как еврейская раса.
Министерство Радости Сатаны теоретизирует, что после того, как благожелательные инопланетяне покинули Землю около 10 тыс. лет назад, агенты рептилий создали свои собственные религии, авраамические религии, которые, в результате, начали низложение и дискредитацию языческих богов. Они утверждают, что эти религии порочили доброжелательных инопланетян, называя их «дьяволами», и через свои доктрины создали атмосферу ужаса в человечестве (например, осуждая сексуальность), чтобы лучше программировать и контролировать людей. Они утверждают, что Сатана не оставил человечество, считая, что он раскрыл себя в «Чёрной книге Сатаны» (не путать с одноимённым писанием Ордена девяти углов).

### Теология
Приверженцы Министерства Радости Сатаны в целом являются политеистами, считая, что демоны Гоетии имеют буквальное существование, а Сатана является их верховным правителем. Сатана и некоторые демоны также рассматриваются как некоторые из многих божеств и приравниваются ко многим богам из древних культур, например, Сатана известен как шумерский бог Энки и езидский ангел Малак Тавус. Сатана считается божеством в РС, божества понимаются как высокоразвитые, нестареющие, разумные и могущественные гуманоидные внеземные существа.
Хотя Министерство Радости Сатаны принимает основы Сатанинской библии Антона Шандора Лавея, Интровинье описывает сатанизм Лавея как более «рационалистический» по сравнению с РС. В рассказе Асбьёрна Дирендала автор признаёт «духовную атмосферу, отличную от сатанизма Лавея.» Он утверждает, что «Лавей смог доказать реальность таинственных, „оккультных сил“, одновременно апеллируя к атеистической точке зрения, которая, как он утверждал, поддерживается современной наукой. Радость Сатаны, как правило, излагается более простым, одухотворённым языком».
Сатана рассматривается Радостью Сатаны и как важное божество, и одновременно как всемогущий и вездесущий бог. Они также считают Сатану представителем понятия силы, власти, справедливости и свободы. Лилит — ещё одно значимое для сообщества божество, которое признаётся «покровителем сильных женщин и богиней женских прав». Также считается, что Лилит выступает за положительное представление о правах на аборты и контроль рождаемости. Четырьмя высшими существами, согласно сайту, являются Сатана, Вельзевул, Азазель и Астарта. Каждый демон имеет свой ранг и занимаемую должность в аду и специализацию — то, в чём он может помочь призывающему.

## Практики
Радость Сатаны пропагандирует широкий спектр оккультных практик, таких как методы призыва демонических сущностей и рекомендаций по взаимодействию с ними. РС считает, что сатанизм в действительности является истинной природой человечества, предшествующей христианству.

### Оккультизм
Практикующие Министерства Радости Сатаны могут разделять схожие практики других групп теистических сатанистов и тех, кто относится к эзотерической идеологии.
Джаспер Петерсен утверждает, что практикующие, экспериментирующие с медитативными практиками РС, могут найти их полезными. Их многочисленные виды использования магии также варьируются от простого к сложному, они включают колдовство, заклинания и различные виды магии. Все они требуют от практикующего образного применения специальных знаний и техники к объекту заклинания, гипноза, целительства и других видов магии или гадания. Они также предлагают ряд оккультных техник чёрной магии.
Министерство Радости Сатаны так же имеет свой сайт, посвящённый астрологии. Ритуалы и практики следует согласовывать с астрологическими условиями.

### Ритуалы
Основой всех ритуалов являются практики, называемые медитациями силы. Они разделяются по уровню и представляют собой транс, работы с чакрами, энергиями, элементами, сознанием, самогипнозом и вибрациями (пениями).
По словам Джаспера Петерсена, «ритуалы, предлагаемые Радостью Сатаны, очень просты и не отличаются особой продвинутостью, большинство из них состоят в основном из упражнений по визуализации, а не из реальных ритуалов, известных в привычной Сатанинской культуре. Вопреки распространённому мнению, процесс их ритуалов — это не переговоры и не „упражнения зла“, а скорее „телепатическое общение“ с антропоморфными существами, в практически весёлым тоне на протяжении различных ритуалов». РС также заявляет, что Сатана признаёт недостаток средств и не ожидает от своих адептов наличия дорогостоящих атрибутов для ритуалов по сравнению с идеалами современной христианской церкви. Подобная формулировка также используется при обсуждении нехватки чёрных свечей.
Посвящённые берут на себя «формальное обязательство», которое подписывается кровью и сжигается, чтобы в полной мере участвовать в работе Сатаны над человечеством, подразумевая рост духовного знания и личной силы. В стандартных ритуалах посвящения их направленность описывается как переход от контроля к вложению и саморазвитию, при котором их ритуалы не предназначены для насильственного вызова демонов, а вместо этого позволяют получить мистический опыт и больше расширить возможности, соответствующие их выраженным интересам. Основная часть их «Стандартного ритуала для Сатаны» состоит в чтении молитв и «общении с отцом Сатаной один на один», что, по мнению Джаспера Петерсена, является «удивительным разрывом с более традиционными церемониальными действиями, известными в основной сатанинской культуре.» Структура ритуала также считается довольно стандартной: после соответствующей подготовки (омовение, зажигание свечей и так далее) ритуал начинается со звона колокольчика и призыва «Четырёх Князей Ада». В основной части читается «Обращение к Сатане», устанавливающее связь, подходящую для молитвы и общения. Практикующий, завершив свои действия, заканчивает ритуал.
Приверженцы «Радости Сатаны» также могут участвовать в ритуалах против тех, кого считают «врагами Сатаны», — это понятие распространяется как духовная война.

## Реакция
Министерство Радости Сатаны стало предметом серьёзной критики за тесные связи с высокопоставленным членом НСД, а также за антииудейские, антихристианские и антисемитские убеждения. Хотя духовные сатанисты приняли идеи НСД как пример, впоследствии они дистанцировались от противоречивых убеждений движения и «очень явной связи с нацизмом».
Когда тот факт, что Максин была женой известного американского неонацистского лидера, стал достоянием общественности, это создало серьёзные проблемы в самой «Радости Сатаны». Этот спор обнажил раскол в НСД между христианской идентичностью и одинистами и сатанистами. Согласно Интровинье (2016), «несколько местных групп отказались от Дитрих и основали мизерные отколовшиеся организации, некоторые из которых настаивали на том, что они не сатанисты, а просто язычники». Интровинье добавляет, что «большинство из них к настоящему времени прекратили своё существование, в то время, как „Радость Сатаны“ продолжает своё существование, хотя и с меньшим количеством членов». Несмотря на эти события, Интровинье утверждает, что "их идеи об инопланетянах, медитациях и телепатических контактах с демонами стали, однако, популярными в более широкой среде «нелавеевского» «духовного» или теистического сатанизма. После ряда ответных действий Клиффорд и Андреа Херрингтон были также обвинены в сексуальных проступках и многих других обвинениях в их адрес, однако Интровинье утверждает, что эти обвинения «трудно оценить». Сатанинские связи Максин, однако, оказались достаточными для того, чтобы Клиффорд Херрингтон покинул Национал-социалистическое движение. Клиффорд Херрингтон после выхода из НСД в 2006 году создал «Национал-социалистическое движение за свободу».
Как и Орден девяти углов, «Радость Сатаны» разделяет схожие антисемитские убеждения и национал-социалистические симпатии и рассматривается в одной идеологической категории, представляясь схожими идеологиями с некоторым несогласием друг с другом.
Джеймс Р. Льюис в своей «Сатанинской переписи» (2009) отметил удивительное количество респондентов «Радости Сатаны». Согласно исследованию религиоведа и исследователя новых религиозных движений Джаспера Аагаарда Петерсена (2014) о распространении сатанинской среды в интернете (2014), он отметил удивительную распространённость теистических сатанинских сайтов: «Единственные сайты с некоторой популярностью — это Церковь Сатаны и (что несколько парадоксально) база страниц „Радости Сатаны“ в сети „angelfire“, и они всё ещё очень далеки от сайентологии или YouTube».
Сейчас Радость Сатаны ведёт свою деятельность на форумах, созданных сообществом. Группа признаёт для общения только те сайты, ссылки на которые оставлены на основном сайте. Деятельностью в социальных сетях группа не занимается.